# Максимчук Віктор Петрович
Віктор Петрович Максимчук (народився 17 квітня 1963 в селі Нова Слобода, Сокирянський район, Чернівецька область —† 24 квітня 2021), український юрист, поет, публіцист, прозаїк.

## Життєпис
Віктор Максимчук народився 17 квітня 1963 року в селі Нова Слобода Вашківецької сільради Сокирянського району Чернівецької області Україна — + 24.04.2021) Закінчив Чернівецький фінансовий технікум, Національну академію внітрішніх справ України. Магістр Інституту управління Національної академії внутрішніх справ України.
Працював старшим інспектором Сторожинецької районної інспекції державного страхування (м. Сторожинець Чернівецької області), секретарем комітету комсомолу Сокирянського СПТУ № 23 (м. Сокиряни), пройшов шлях від дільничного інспектора до начальника районного відділу міліції (м. Вижниця Чернівецької області). У 1987 році був учасником ліквідації аварії на Чорнобильській атомній станції.

## Творчість
Працював засупником, головним редактором літературно-мистецького та науково-освітнього видання «Німчич». — ISBN 978-966-181-004-3 (Україна, 59200, м. Вижниця, вул. Українська, 34).
Віктор Максимчук автор поетичних збірок:
- Незваний гість (2002).
- Кує літа зозуля (2005).
- Я, мов напружена струна (2007).
- Осінь на пероні (2010).
- Іду до себе… (2011).

## Відзнаки
- Лауреат літературно-мистецької премії ім. Георгія Гараса. — 2004 р.
- Лауреат Літературної премії ім. Дмитра Загула. — 2007 р.
- Лауреат XV Загальнонаціонального конкурсу «Українська мова — мова єднання» — 2014 р.

## Кредо поета
спробуйте позбавити поета необхідної щиросердечної самоти, чи не дайте йомуможливості писати, чи позбавте його відпочинку, перетворивши процес праці на підневільну працю — і ви уб'єте його. (Оповідання «Люблю грозу».